# Saphenophis tristriatus
Saphenophis tristriatus — вид змій родини полозових (Colubridae). Мешкає в Колумбії і Еквадорі.

## Поширення і екологія
Saphenophis tristriatus відомі за кількома зразками, зібраними в Андах на території Колумбії і Еквадору. Вони живуть на високогірних луках, на висоті 3200 м над рівнем моря.